# Sankt Mikaelskyrkan, Kihelkonna

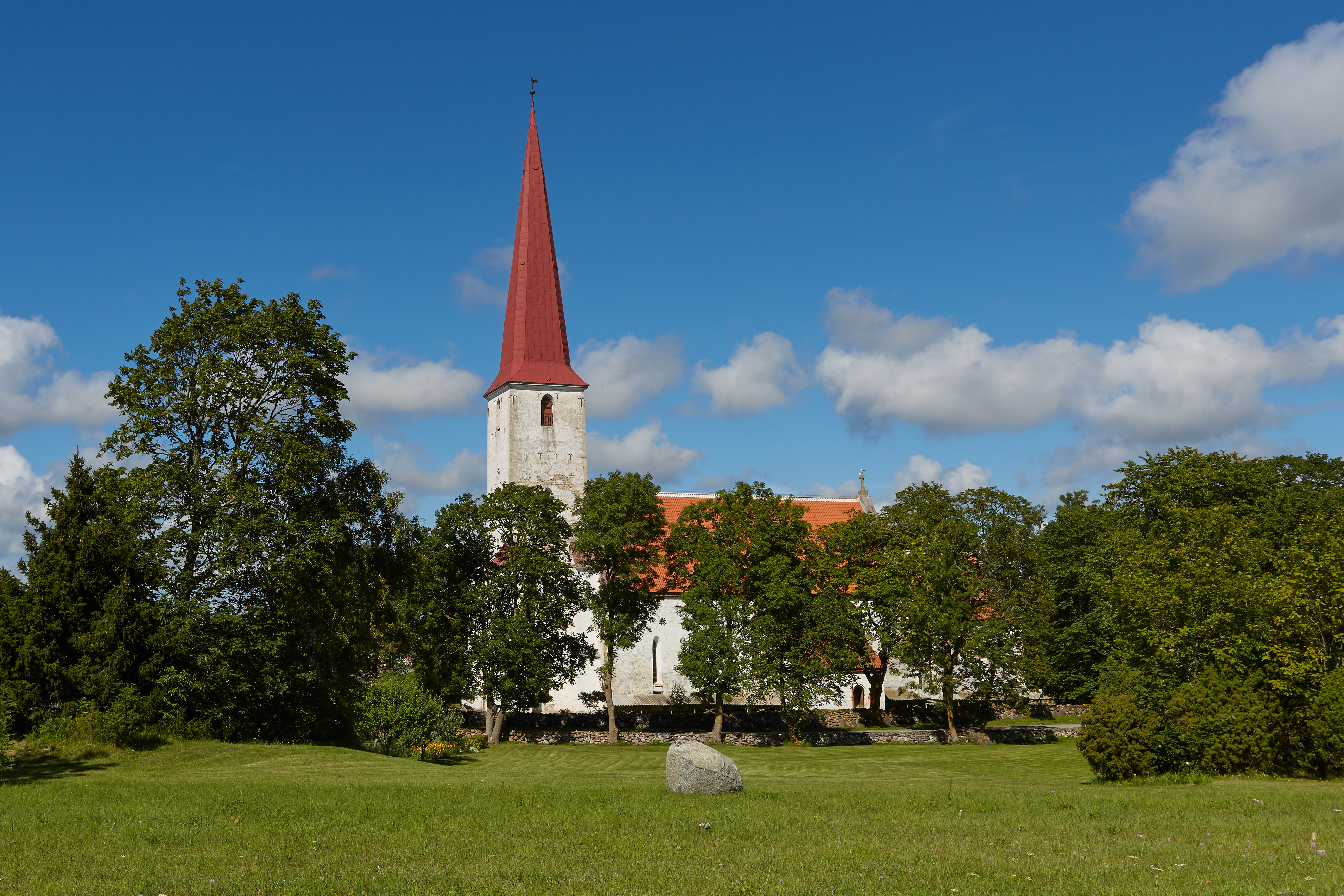
Kihelkonna kyrka, 2015.

Sankt Mikaelskyrkan i Kihelkonna, estniska: Kihelkonna Mihkli kirik, även kallad Kihelkonna kyrka, Kihelkonna kirik, är en gotisk kyrkobyggnad i orten Kihelkonna på västra Ösel i Estland. Kyrkan är idag församlingskyrka i Kihelkonna församling i Saarte kontrakt inom den Estniska evangelisk-lutherska kyrkan.

## Historia

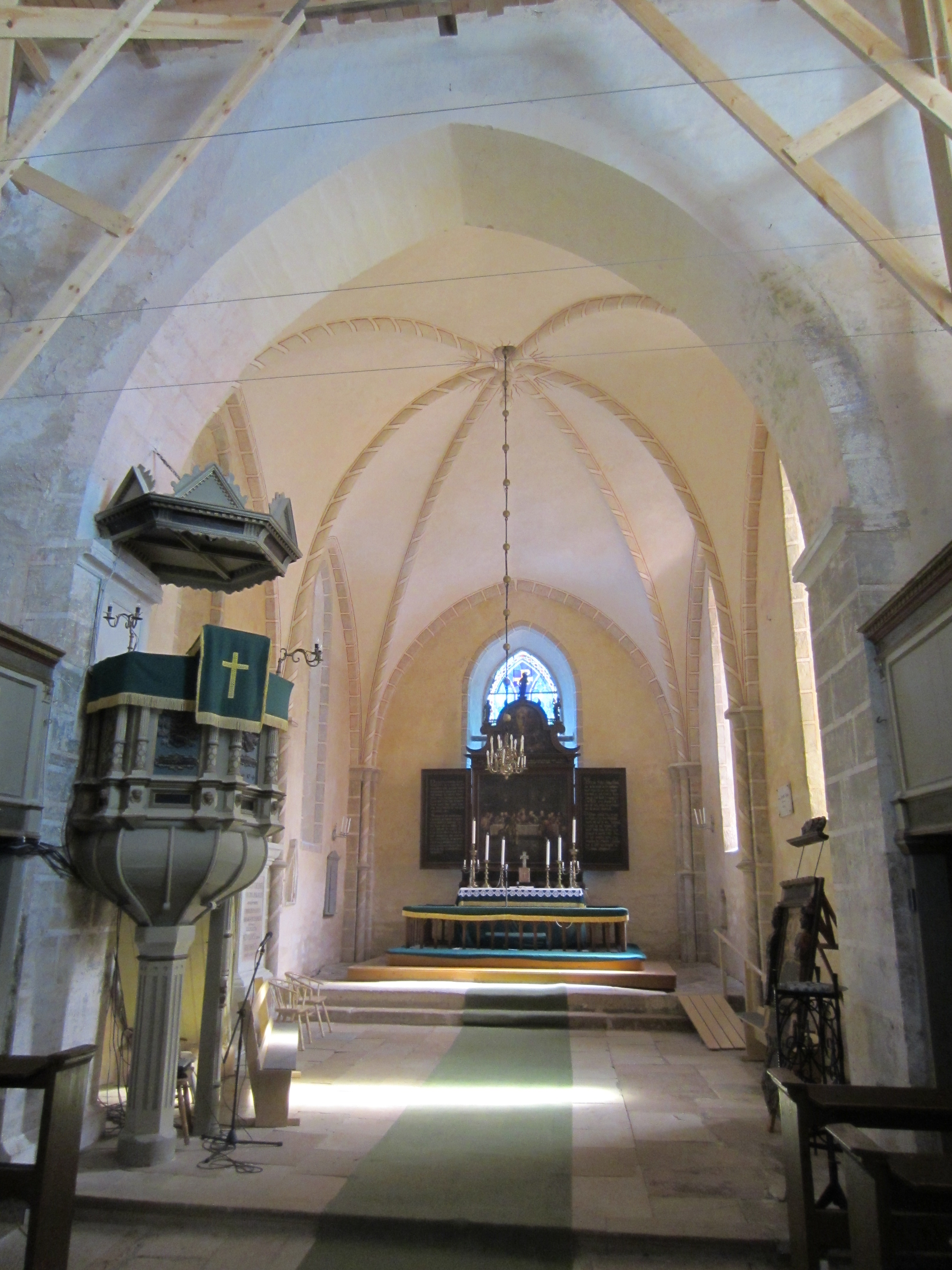
Interiör

Kyrkan började ursprungligen uppföras omkring år 1250 efter att Svärdsriddarorden och Biskopsdömet Ösel-Wiek kristnat Ösel i samband med Albert av Rigas korståg. De ursprungliga planerna omfattade ett torn i väster men tornbygget övergavs under byggnadsarbetet i samband med ett lokalt uppror 1260. Kyrkans långhus stod huvudsakligen klart under 1260-talet, men det östra koret tillkom under 1800-talet och det nuvarande nygotiska tornet färdigställdes först 1899.

## Arkitektur och interiör
Kyrkan har idag invändig karaktär av stramt lutherskt kyrkorum. Av den medeltida inredningen finns inget bevarat; altartavlan från 1591 avbildar den sista måltiden och valven är idag vitkalkade. Predikstolen tillverkades 1604, med senare tillägg 1794. Det fristående äldre klocktornet från 1638 är unikt som det äldsta bevarade av en typ som tidigare var vanlig i Baltikum. Sedan en renovering 2009 finns det åter en klocka i det gamla klocktornet.
Det 60 meter höga och smala nygotiska västtornet från 1899 är det högsta kyrktornet på Ösel och var fram till 2009 i bruk som officiellt landmärke för sjöfartens navigation vid Ösels västkust; en båk vid kusten några kilometer åt nordväst bildar siktlinje tillsammans med kyrktornet.
Kyrkorgeln tillverkades av orgelbyggarmästaren Johann Andreas Stein 1805. Orgeln renoverades 1890 och är idag den äldsta i Estland som fortfarande är i bruk.